# Strumok (obwód czerniowiecki)
Strumok (ukr. Струмок) – wieś na Ukrainie, w obwodzie czerniowieckim, w rejonie dniestrzańskim, siedziba hromady. W 2001 liczyła 297 mieszkańców.